# 한상혁 (농구 선수)
한상혁(1993년 7월 30일~)은 대한민국의 농구 선수이자, 창원 LG 세이커스 소속의 농구 선수이다.
인천광역시 출신이며 부모님과 형이 있다. 2022년 6월 4일 약 3년간 교제해 온 채널A  소속 안보겸기자와 백년가약을 맺었다.
2024-2025 시즌 막바지였던 2025년 3월 25일에 득남하였다. 태명은 안보겸 기자와 한상혁 선수의 상쿤이라는 애칭을 조합하여 뽀쿤이었다. 태어난 후 이름은 한이진으로 지었다. 밝게 빛난다는 의미라고 한다.
한상혁은 플레이오프부터 챔피언결정전까지 엔트리에 들었으며 팀이 3:0으로 압승하다 역스윕당해 3:3이었던 절체절명의 순간이었던 7차전에서 팀의 위기상황에서 기여하고 생에 첫 우승 반지를 거며 쥐었다. 그리고 2번째 FA를 맞이하였다.

## 선수경력

### 창원 LG 세이커스시절
2015-2016시즌 신인드래프트에서 1라운드 1순위 전체 8순위로 창원 LG 세이커스에 지명되었다. 지명 후 주로 식스맨으로 활약했다.

### 상무 농구단시절
2017년 7월 3일, 상무 농구단에 입대하여 2019년 3월 20일 제대하였다.

## 출신학교
- 인천송림초등학교
- 송도중학교
- 송도고등학교
- 한양대학교 체육학과 학사

## 에피소드
- 프로에 1년 먼저 진출한 정효근과 한양대학교 12학번 동기이기도 하다.
- 스피드와 패싱 센스가 장점이다.
- 친절한 스마일맨이다.

1. ↑  “부모님이 운영하는 한이진군 인스타”.